# Салватерра-де-Магуш (район)
Салватерра-де-Магуш (порт. Salvaterra de Magos) — район (фрегезия) в Португалии, входит в округ Сантарен. Является составной частью муниципалитета Салватерра-де-Магуш. По старому административному делению входил в провинцию Рибатежу. Входит в экономико-статистический субрегион Лезирия-ду-Тежу, который входит в Алентежу. Население составляет 5123 человека на 2001 год. Занимает площадь 34,98 км².
Покровителем района считается Апостол Павел (порт. Paulo de Tarso).